# Miglena Markova
Miglena Markova (en búlgaro: Миглена Мaркова; Sofía, 16 de febrero de 1983) es una deportista búlgara que compitió en remo.
Ganó dos medallas en el Campeonato Mundial de Remo, en los años 2005 y 2009. Participó en los Juegos Olímpicos de Atenas 2004, ocupando el cuarto lugar en la prueba de doble scull.

## Palmarés internacional
| Campeonato Mundial | Campeonato Mundial | Campeonato Mundial | Campeonato Mundial |
| Año                | Lugar              | Medalla            | Prueba             |
| ------------------ | ------------------ | ------------------ | ------------------ |
| 2005               | Kaizu (Japón)      | Medalla de plata   | Doble scull        |
| 2009               | Poznań (Polonia)   | Medalla de bronce  | Doble scull        |